# Paul Otellini

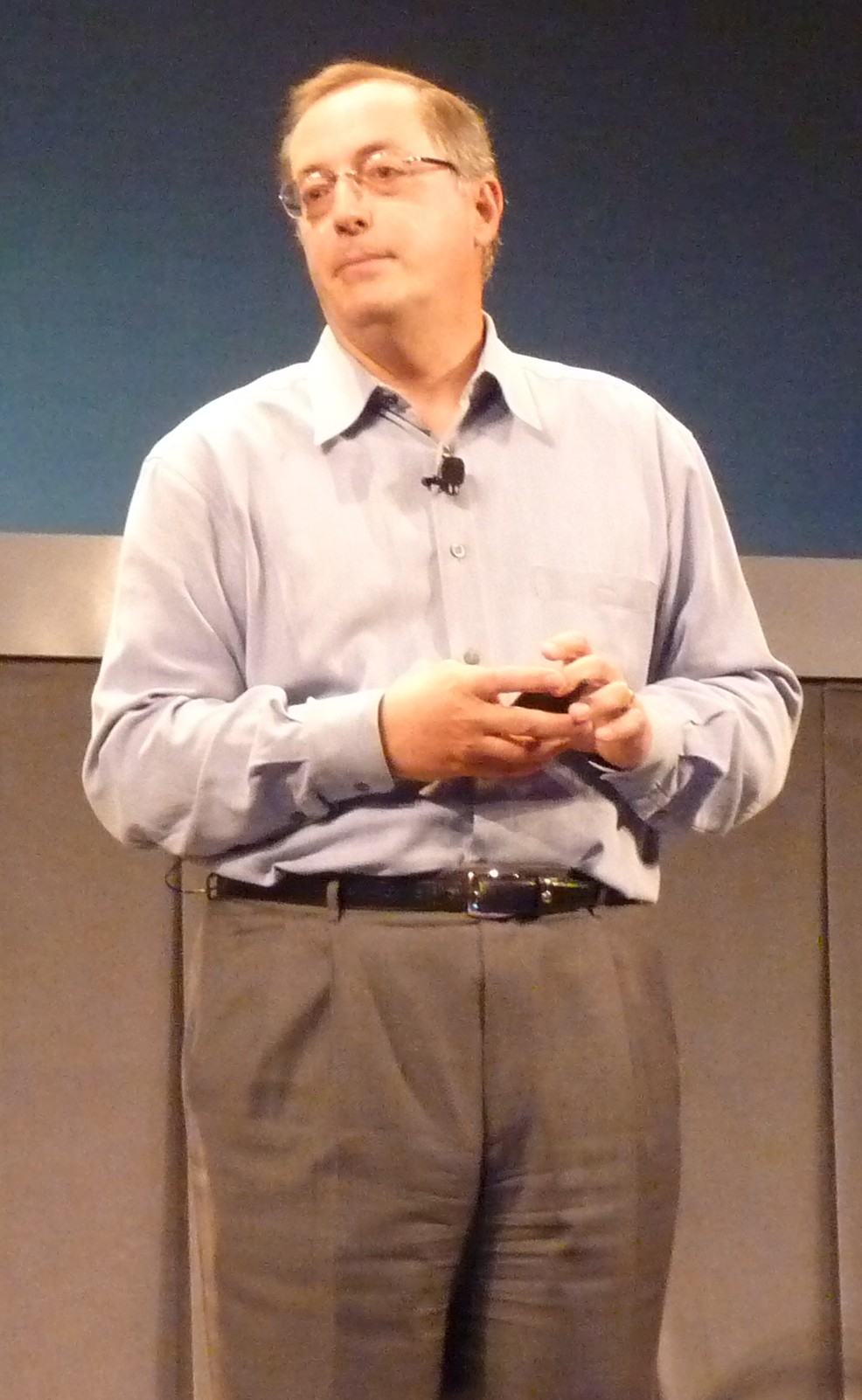
Paul Otellini (2010)

Paul S. Otellini (* 12. Oktober 1950 in San Francisco, Kalifornien; † 2. Oktober 2017 in Sonoma County, Kalifornien) war von 2005 bis 2013 Intels fünfter Chief Executive Officer. Außerdem war Otellini Mitglied im Board of Directors von Google Inc.

## Ausbildung
Paul Otellini hatte einen Abschluss am St. Ignatius College Preparatory. Er war außerdem Bachelor in Ökonomik der University of San Francisco. Er machte den MBA an der University of California, Berkeley im Jahre 1974.

## Arbeit für Intel
Otellini trat in die Firma Intel 1974 ein. Von 1998 bis 2002 war er Vizepräsident und erster Manager der Intel Architecture Group, verantwortlich für das Mikroprozessor- und Chipsatz-Geschäft und Strategien für Desktop-, mobiles und Enterprise Computing. Von 1996 bis 1998 war Otellini Executive Vice President of Sales and Marketing und von 1994 bis 1996 Senior Vice President and General Manager of Sales and Marketing.
Zuvor war er als erster Manager der Microprocessor Products Group verantwortlich für die Einführung des Pentium Mikroprozessors im Jahre 1993. Er war zudem verantwortlich für das Geschäft mit IBM und arbeitete dem damaligen Intel-Präsidenten Andrew Grove zu. Otellini wurde 1988 dann Operating Group Vice President, wurde 1991 zum Intel Corporate Officer und 1993 Senior Vice President und 1996 Executive Vice President. 2002 wurde er ins Board of Directors gewählt und wurde Präsident und Chief Operating Officer des Unternehmens. Am 18. Mai 2005 wurde er schließlich Intels CEO.
Im November 2012 kündigte Otellini überraschend seinen Rückzug vom Posten des CEO an. Während seiner Amtszeit stieg der Umsatz von Intel von 39 auf 54 Milliarden US-Dollar, allerdings konnte er das Unternehmen im Markt für Smartphones und Tablet-PCs nicht wie erwartet platzieren. Dennoch wurde seine Leistung von Experten überwiegend positiv bewertet. Im Mai 2013 übergab er das Amt an Brian Krzanich.

## Späteres Leben
Nach seinem Abschied vom Chefposten bei Intel widmete Otellini sich philanthropischen Tätigkeiten und unterstützte Einrichtungen wie die San Francisco General Hospital Foundation.
Am 3. Oktober 2017 gab Intel bekannt, dass Otellini tags zuvor im Schlaf gestorben sei. Nähere Angaben zur Todesursache wurden nicht gemacht.